# Мне хорошо. Часть первая
«Мне хорошо. Часть первая» — музыкальный альбом группы «Центр», вышедший в 2011 году на лейбле Артемия Троицкого Zenith. В официальной дискографии группы альбом числится двадцать пятым. По словам Василия Шумова, группа решила сделать альбом в двух частях — первая часть вышла перед выборами в Государственную думу, а выпуск второй части запланирован к выборам президента. Позже Василий Шумов решил отсрочить выпуск второй части альбома. На песню «Госбульдозер» сделан клип, составленный из фрагментов документальной и любительской съемки, в частности — о произволе представителей органов правопорядка.

## Список композиций
Слова и музыка всех песен — Василий Шумов.
| №   | Название                             | Длительность |
| --- | ------------------------------------ | ------------ |
| 1.  | «Воры-фуроры»                        | 2:48         |
| 2.  | «Долларовые миллиардеры»             | 3:32         |
| 3.  | «Все они одинаковые (жулики и воры)» | 4:17         |
| 4.  | «На красный диплом»                  | 1:57         |
| 5.  | «Постсоветские царьки-молодцы»       | 5:03         |
| 6.  | «Мнения»                             | 1:09         |
| 7.  | «Танец пуделя»                       | 4:59         |
| 8.  | «Госбульдозер»                       | 5:03         |
| 9.  | «Нуонтамда»                          | 2:04         |
| 10. | «Сон народного артиста»              | 3:50         |
| 11. | «Летний рок фестиваль»               | 3:37         |
| 12. | «Новая общность людей»               | 4:27         |

## Участники записи
- Василий Шумов — вокал, гитара, бас-гитара, клавишные
- Валерий Виноградов — вокал, гитара
- Евгений Ильницкий — вокал, гитара
- Эдвард Беккет — ударные